# باميثان
باميثان (بالإنجليزية: Bamethan)‏ هو أحد مشتقات الأدرينالين الذي يعمل على تثبيط الأوعية الدموية الطرفية نتيجة توسع الأوعية المحيطية من خلال تحفيز مستقبلات بيتا الأدرينالينية.

## الإستخدام
يتم استخدام باميثان في علاج بعض الاضطرابات الوعائية واضضطرابات الدورة الدموية، مثل الأمراض الوعائية العصبية، تصلب الشرايين، أمراض الأوعية الدموية المحيطية، متلازمة رينو، مرض انسداد الأوعية الدموية في الساقين، متلازمة ما بعد التجلط، واضطرابات العضلات التنكسية والقصور الوعائي المحيطي.